# Чемпионат Европы по фигурному катанию 1928
Чемпионат Европы по фигурному катанию 1928 года проходил в Опаве (Чехословакия) в 1928 году. Соревновались только мужчины. Победу одержал Вилли Бёкль.

## Результаты
| Место | Имя                | Страна       |
| ----- | ------------------ | ------------ |
| 1     | Вилли Бёкль        | Австрия      |
| 2     | Карл Шефер         | Австрия      |
| 3     | Отто Прайссеккер   | Австрия      |
| 4     | Людвиг Вреде       | Австрия      |
| 5     | Рудольф Пражновски | Чехословакия |
| 6     | Отто Цаппе         | Чехословакия |
| 7     | Вильгельм Чех      | Чехословакия |